# Jan Šátral
 Jan Šátral  (nacido el 14 de julio de 1990) es un tenista profesional de República Checa.

## Carrera
Su mejor ranking individual es el n.º 206, alcanzado el 11 de julio de 2016, mientras que en dobles logró la posición 160 el 21 de septiembre de 2015.
No ha logrado hasta el momento títulos de la categoría ATP ni de la ATP Challenger Tour.
Šátral ganó su primer título ATP Challenger en el Challenger de Poprad 2015 en el evento de dobles al asociarse con Roman Jebavý.